# Борусевич, Богдан
Бо́гдан Ми́хал Борусе́вич (пол. Bogdan Michał Borusewicz; род. 11 января 1949, Лидзбарк-Варминьски) — польский государственный и политический деятель.
Депутат Сейма I, II и III созывов (1991—1997), член VI, VII, VIII созывов Сената (с 2005) и его маршал в 2005—2015 годах, с 2015 года Вице-маршал. 8 июля 2010 исполнял обязанности Президента Польши.

## Биография
По образованию является историком, в 1975 году окончил гуманитарный факультет Католического университета в Люблине.

### Подпольная деятельность
Уже во время обучения в школе изящных искусств в Гдыне был арестован в мае 1968 года по обвинению в печати и распространении оппозиционных листовок.
В 1970-х годах принимал участие в кампании поддержки бастующих рабочих в Радоме и вошёл в состав Комитета защиты рабочих. В 1977—1978 годах был одним из основателей «Свободных профсоюзов побережья» — «колыбели Солидарности» — учрежденных Анджеем Гвяздой, Кшиштофом Висковским и Антонием Соколовским.
Он был центральной фигурой для контактов оппозиции в Гданьске: привлёк Яцека Куроня и наладил с ним контакт в Варшаве — основным организатором и идеологом августовской забастовки 1980 года на Гданьской судоверфи, которая привела к образованию профсоюза «Солидарность». Принял участие в формировании «Солидарности».
После введения режима военного положения 13 декабря 1981 года активно участвовал в забастовке Гданьской судоверфи, отвечал за безопасность бастующих. Затем более четырёх лет скрывался от властей и организовывал подземные подпольные сооружения для находящейся вне закона «Солидарности». В 1983 году он тайно женился на активистке профсоюза и соратнице Алине Пенковской, некоторые факты подпольного периода, которые легли в основу фильма Анджея Вайды «Человек из железа». В следующем году, переодевшись в женщину, он присутствовал на крещении их дочери Кинги. С 1984 по 1986 год был членом временного Координационного Комитета «Солидарности», а затем временного Профсоюзного совета. В 1986 году был арестован и заключён в тюрьму, но был освобождён по амнистии в 1988 году. Поддержал в мае и августе 1988 года забастовки на Гданьской судоверфи, но изначально не шёл на компромисс в переговорах с официальными властями, полагая, что коммунизм рухнет.

### Официальная деятельность
В 1990—1991 годах был заместителем председателя профсоюзного движения «Солидарность». Был одним из кандидатов на председательство в профсоюзе в феврале 1991 года.
С 1991 по 2001 год — депутат Сейма. В первый депутатский срок (1991—1993) был лидером партии «Солидарность» и председатель комиссии по изучению последствий в период военного положения. Выступал против вотума недоверия правительству Сухоцкой, выдвинутого профсоюзом «Солидарность», которую вскоре покинул. На следующих выборах он был избран от партии Демократическая уния. В Сейме он был председателем специального комитета парламентской силы. Во время третьего срока (1997—2000) в правительстве Ежи Бузека он был заместителем Министра внутренних дел и Администрации (ведал вопросами полиции). Ушёл с поста, когда «Уния Свободы» покинула правящую коалицию в 2000 году. Он также был членом различных других парламентских комиссий.
Он не был вновь избран в Сейм в 2001 году и с октября 2001 года был членом Совета управления Померании. В следующем году Борусевич был кандидатом на пост президента Гданьска, но проиграл выборы (получение 16,32 % голосов). Он не присоединился к Демократической партии (организованной членами Унии Свободы в качестве более широкой группы), будучи противником включения политиков, связанных с посткоммунистическим Союзом демократических левых сил.
На парламентских выборах 2005 года был избран сенатором от Гданьска, от этого округа избирался в 2007, 2011 и 2015 годах. С тех пор работает в качестве независимого депутата, не состоявшего в партии, но поддерживающего внутрипарламентские отношения с двумя ведущими польскими фракциями «Право и справедливость» и «Гражданская платформа». При их поддержке он избирался Маршалом (спикером) Сената. Во время первого срока на посту Маршала состоял во фракции «Право и справедливость», а после парламентских выборов 2007 года и своего повторного избрания на спикерский пост — во фракции «Гражданская платформа». После парламентских выборов 2015 года стал от ушедшей в оппозицию «Гражданской платформы» оппозиции Вице-маршалом Сената.
8 июля 2010 года Борусевич стал исполняющим обязанности президента Польши после избрания Бронислава Коморовского. Борусевич был первым Маршалом Сената, ставшего временным главой государства с минимальным сроком на этом посту с 1918 года и вторым человеком в 2010 году, занимавшим высший государственный пост после гибели президента Леха Качиньского в авиакатастрофе под Смоленском.
В начале марта 2015 года узнал, что находится в санкционном списке лиц, которым запрещён въезд в Российскую Федерацию, и из-за этого не смог принять участие в похоронах убитого Бориса Немцова.

## Семья
Вдовец, супруга Алина Пенковская умерла в 2002 году. От брака имеет двоих детей, сына Себастьяна и дочь Кингу.

## Факты
Польские СМИ дали Борусевичу прозвище «Президент на один день». По этому поводу он сказал:
...по крайней мере про меня будут спрашивать в викторинах!

## Награды
- Орден «За заслуги» I степени (Украина, 19 августа 2006 года) — за весомый личный вклад в развитие международного сотрудничества, укрепление авторитета и положительного имиджа Украины в мире, популяризацию её исторических и современных достижений[2]
- Почётный гражданин Гданьска